# Blufi
Blufi est une commune de la province de Palerme dans la région Sicile en Italie. 
La ville s'étend sur une colline sur le versant sud de la Madonie, avec une altitude comprise entre 850 et 500 mètres d'altitude.
Le territoire municipal s'étend sur 20 km² autour de la ville principale et comprend l'île administrative de Casalgiordano, entre les municipalités de Gangi et Alimena. Les autres hameaux sont plutôt situés près de la ville principale: Alleri, Lupi et Ferrarello sont séparés par le ruisseau Nocilla, tandis que Calabrò, Nero et Giaia Inferiore en sont presque le prolongement sur la route qui mène à Petralie.
Le territoire est traversé par le sud de la rivière Imera et par les rivières Nocilla et Oliva et est principalement utilisé pour des activités agricoles et artisanales

## Administration
| Période                                  | Période | Identité | Étiquette | Qualité |
| ---------------------------------------- | ------- | -------- | --------- | ------- |
|                                          |         |          |           |         |
| Les données manquantes sont à compléter. |         |          |           |         |

### Communes limitrophes
Alimena, Bompietro, Gangi, Petralia Soprana, Petralia Sottana, Resuttano